# Marie Dübi-Baumann
Marie Dübi-Baumann (Freimettigen, 27 september 1879 - Bazel, 2 oktober 1954) was een Zwitserse arbeidersactiviste en feministe.

## Biografie
Marie Dübi-Baumann was een dochter van Christian Baumann, een koetsier, en van Elisabeth Lehmann. In 1900 huwde ze Jakob Dübi, een mecanicien. In 1904 vestigde ze zich in Bazel en ging ze er aan de slag als naaister en krantenbezorgster.
Dübi-Baumann werd lid van de Sociaaldemocratische Partij van Zwitserland en van de Arbeiterinnenverein. Later opende ze met haar echtgenoot een restaurant, dat bij de algemene staking van 1918 het hoofdkwartier was van het Bazelse stakingscomité. In 1921 stapte ze over naar de Communistische Partij van Zwitserland, waarvan ze vanaf 1924 kort bestuurslid was. In 1944 stapte ze over naar de Zwitserse Partij van de Arbeid, waar ze later voorzitster werd van de feministische afdeling. In 1947 werd ze verkozen in de Bazelse commissie voor openbare onderstand.
Van 1950 tot 1954 was Dübi-Baumann bovendien redactrice van het blad Die Welt der Frau.

## Werken
- (de)  Erstrebtes und Erlebtes. Ein Stück Zeitgeschichte, 1929.